# アサヒファイアーアームズ
アサヒファイヤーアームズ (Asahi Firearms) は有限会社朝日商事（実銃の販売・修理・改修・改良）のエアソフトガン部門のブランド名である。通称はAFA、アサヒ。BV式ガスガンの開発メーカーとして知られる。

## 沿革

### BV式ガスガンとの関わり
アサヒファイヤーアームズ（以下、アサヒ）はBV式ガスガンの開発と製造・販売で成功を収めたが、特に金属パーツを多用した高額なモデルを得意とした。そのため、当時のユーザーからは高級メーカーとして認識され、バブル全盛期という情勢もあってJACやマルゼンなどと共に1980年代末から1990年代初頭にかけてBV式ガスガンの黄金期を築き上げた。
アサヒが製造するエアソフトガンは耐久性が高いことで知られている。BV式ガスガンは構造上マガジン内部にも圧力が掛かるため、マガジンのインナーパイプの材質は非常に重要な要素であるが、ほとんどのメーカーは自主規制の意味もあって樹脂製のインナーパイプを採用していた。そのため樹脂が劣化したり、高圧に耐えられず破損するケースが見られた。一方、アサヒのインナーパイプは金属製のパイプを曲げた物が使われており（樹脂製のパイプを使用したマガジンも存在したが）、破損することは稀だった。
こうした特性は、ホップアップシステムが存在せず、飛距離を稼ぐために平然とパワーを上げる時代において注目され、アサヒ製のガスガンは「暗黒時代」で活躍することとなった。だが、現在ではそうした堅牢な作りが仇となり、ほとんどの個体が銃刀法で規制される準空気銃に該当し、発売当時の状態では所持不可となっている。しかし、現在でもアサヒ製BV式ガスガン独特の発射音や雰囲気を好む愛好家もおり、そうしたユーザーは内部ユニットの低圧作動化や圧力制限装置を組み込むといった合法化措置を行って、適法品として使用している。
後年発売されたM&G社のBV式ガスガン・M4シリーズは、アサヒのユニット構造と類似点が見られ、アサヒ製のマガジンが使用できる。

### M40の販売禁止
1992年7月、アサヒはボルトアクションライフル型のエアソフトガンM40A1（以下、M40。M700を含む）を発売した。これは.308Winの薬莢を模した金属製の蓄圧式カートリッジに専用の手動ポンプで圧縮空気を充填して使用するという特殊な構造であった。1986年に真正銃に認定されたコクサイM29パワーアップマグナムが蓄圧式カートリッジのプライマー相当部分を直接打撃してバルブを開放する構造であったのに対し、アサヒM40はカートリッジの後方からではなく、前方から可動式の銃身を用いてカートリッジの先端部を叩くことによってバルブを開放し、カートリッジ内部の圧縮空気を放出するという独特の機構を採用した。また、一定以上の圧力に充填できないことや薬室にスリットを入れるなどの安全対策を講じていたものの、全く新しい機構の製品が日本遊戯銃協同組合（以下、組合）の安全認証を受けるためには自主規制規約を改正する必要があったため、組合での規約改正は反対意見を押し切って行われた。
しかし、銃身を後退させるスプリングに強力なものが使用されており、それによって動かされる可動式銃身は重く十分な慣性を有していたこともあって、薬室に収まるサイズの内部撃針付きアダプターを製作、内部に.22LR等の小型実包を入れて薬室に装填、前方より銃身を後退させてアダプター底面内部に固定された撃針に実包を激突させることにより、銃本体は無改造のままでも実弾が発射できることを民放の報道番組が報じた。
報道に対しアサヒは、「銃本体と呼ぶべきはアダプター部であり、M40自体はこれを支える器に過ぎず間接的にこのアダプターを作動させているに過ぎない。実際にアダプターを作動させるのに必ずしもM40が必要な訳でもなく、水道管でも発射可能である。」と主張したが、製造を一時中止し、警察庁にM40の鑑定を依頼した。警察庁は、撃発機構が特殊で銃への改造は困難とする科学警察研究所（科警研）の鑑定を基に、銃砲に当たらないと判断した。銃砲性なしと認定されたことから、アサヒは製造を再開し、翌年にはバリエーションとしてM700を500丁限定で発売した。
1993年6月、M40用の火薬入り改造カートリッジ3個を所持していた千葉県の愛好家が火薬類取締法違反で摘発されたことを発端として、他の数か所からも火薬が詰められるように改造されたカートリッジ数十個が押収された。その後の調べで改造カートリッジが通信販売等により広く出回っていることが判明したため、警察庁はM40の銃砲性について再度鑑定を行った。科警研が行った実験で、改造カートリッジを装填したM40から金属弾を発射した結果、1.3メートル先のベニヤ板8枚を撃ち抜いたことから殺傷能力ありと鑑定された。
1994年7月、警察庁はM40を銃砲に当たると認定、全国の都道府県警察に対して販売の即時中止と流通在庫の回収、所有者には任意提出を求め、組合を通じて愛好家へ周知徹底を図るよう指示した。M40は約3000丁が製造・販売されており、未回収品が存在するとみられるが、現在でも所持している場合は銃刀法に抵触する。

### その後のアサヒ
量産メーカーとしては活動を休止したが、その後もショップカスタムや個人ユーザーからの依頼に対し少数ながら製造を継続していた。
非常に高額であるが削り出しパーツを多用してマルゼンのAPSシステムを採用したエアコッキングライフルの製造などを行っていた。またこの時期には過去に銃砲認定を受け、販売禁止・回収となったM40系も再モデルアップしているが、これらはすべてAPSシステムを内蔵した合法品である。この他、実物通りの加工法によってM24用MARS、ユナートル10Xスコープの模型等を製造していた。
2011年頃には完全廃業した模様である。
M40事件当時の同社社長であった築地恵は、1993年に日本ベンチレスト射撃協会第2代会長に就任し、1990年代末に散弾銃やライフル銃を扱う銃砲店「ファーイーストガンセールス」を創業、ピエトロ・ベレッタやペラッツィなどの高価なクレー射撃競技銃の代理商を介さない並行輸入販売や、国内では商品価値が失われた骨董品級の国産銃の在日米軍基地内での米兵向け販売、あるいは雑誌やサイトのコラムでの国内銃器行政及び業界への歯に衣着せぬ発言などで知られていたが、2007年1月26日に死去した。

## 主な製品
M60シリーズ
アサヒを代表するBV式ガスガンである。映画の影響などもあって、長くエアソフトガンの頂点のひとつとして称えられた。初期モデルにおいてはハイダーやリアサイトが樹脂製であったが、その後、マイナーチェンジを繰り返して各部の見直しが図られ、最後に登場した「スーパーDX」に至っては完成度が非常に高く、海外製の電動ガンが流通している今日でも一定の評価を得ている。
スターリング
JACバトルマスターに続くバトルマスターIIとしてモデルアップされた。このモデルは外見が実銃に則した物になり、マガジンがねじ込み式からワンタッチで着脱できる30連マガジンへ変更されて利便性が向上した。また内部ユニットの耐久性も見直された。初期は本体が樹脂製であったがすぐに金属化されるなど、何度もマイナーチェンジが繰り返され、スプリング給弾からエアー給弾に変更されるなどの互換性を失う大幅な改良も施された。なお、初期にはJACから発売されており、アサヒ名義では販売されていない。
FN FNC
全体にスチールパーツを採用し、当時のエアソフトガンにしては優れた剛性を持っていた。その剛性の高さを買われ、沖縄の米軍が訓練用に採用したといわれている。初めて機械式のバーストメカを採用し、セミオート、2バースト、3バースト、フルオートを正確に撃ち分けることが可能だった。しかし、同時にこのメカは調整が難しく、分解の難しい銃ということでも知られていた。
通常のバレルのものと短縮型の2タイプが存在している。後には部品の強度を高め、内部ユニットを熟成させた改良型のスーパーFNCが登場した。電動ガンがサバイバルゲームの主流となってからは、メカボックスを入れた電動ガン化カスタムが製作された。
ブッシュマスターウルトラカスタム
JACブッシュマスターを実用性を重視して独自にアレンジしたモデルで、実銃は存在しない。その外見はブッシュマスターというよりもSA80に近いスタイルをしている。このアレンジの影響で、マガジンを含めた機関部が左右にスイングできるというブッシュマスター独自の構造が失われている。その一方で、テフロンリングやストレートライフリングバレルを採用するなど実用性の向上が図られた。新規設計されたフレームは、アルミプレスのフレームが真鍮製のユニットとアウターバレルを包み込む形となっており、シンプルだが剛性は非常に高い。チークパッドが逆になった左利き用のバージョンや、バレルを切り詰めたショーティモデルも少数製作された。
FN MINIMI
米軍の基地で取材し、採寸から表面処理、使用材料、工法までを調べ上げたモデルで、スチールプレスのフレームやブルーイングされたアウターバレル、各部に使用された実銃用部品など非常にリアルで美しい仕上がりとなっている。そのため、中古相場では未だに高額で取引され、発射機構が取り除かれた物であっても高額で売買されている。またグリーンガスシステムをマガジンの中に納めることで、ホースレス化にも成功している。
WA2000
ワルサー社の狙撃銃をモデルアップしたもので、BV式ではなく電磁バルブによるガス放出量の制御を基幹としたシステムとなっている。技術的に完成されていない点があり実射性能に難があったものの、金属素材はもちろんそれまでの同社製品に無かった木材部分も高級感溢れる仕上がりとなっている。
M134ミニガン
実銃同様に電気モーターで束になった6本の銃身を回転させ、連続して発射を行う構造を再現している。外部に大容量のエアソースが必要で、高圧エアタンクとの同時購入が必須とされた。外観は非常にリアルに再現されており、同時期に発売されたトイテック社製品に勝ると評価されている。電気とエアの二系統のパワーソースを必要とすることと、給弾機構の不確実さなどから運用が難しく、エアソフトガンとしての評価は高くない。